# Neoeuxesta fumicosta
Neoeuxesta fumicosta är en tvåvingeart som beskrevs av Malloch 1930. Neoeuxesta fumicosta ingår i släktet Neoeuxesta och familjen fläckflugor. Inga underarter finns listade i Catalogue of Life.